# كارين فريدمان هيل
كارين فريدمان هيل (بالإنجليزية: Karen Friedman Hill)‏ هي نجمة اجتماعية أمريكية، ولدت في 16 يناير 1946 في نيويورك في الولايات المتحدة.